# Amblystegium versirete
Amblystegium versirete är en bladmossart som beskrevs av Ingebrigt Severin Hagen 1904. Amblystegium versirete ingår i släktet Amblystegium och familjen Amblystegiaceae. Inga underarter finns listade i Catalogue of Life.